# Орисфера

Орицикл ― аналог орисферы на плоскости Лобачевского, изображён в конформной модели на диске.

Орисфера ― поверхность пространства Лобачевского, ортогональная к прямым, параллельным в некотором направлении.
Орисферу можно рассматривать как сферу с бесконечно удаленным центром, точнее она является пределом сфер проходящих через фиксированную точку и центром стремящимся к бесконечности вдоль фиксированного луча.
Эквивалентно, орисфера это поверхность уровня функции Буземана, построенной по этому лучу.

## Свойства
- Орисфера с индуцированной внутренней метрикой изометрична евклидовой плоскости, при этом движения плоскости продолжаются до движений пространства Лобачевского, переводящих орисферу в себя. 
  - Этот факт был замечен уже Лобачевским.[1] По сути он даёт модель евклидовой плоскости в геометрии Лобачевского и может быть использован при доказательстве непротиворечивости евклидовой геометрии в предположении непротиворечивости геометрии Лобачевского.